# Михайловское (село, Москва)
Михайловское — село в Троицком административном округе Москвы  (до 1 июля 2012 года в составе Подольского района Московской области). Входит в состав поселения Михайлово-Ярцевское.

## Население
Согласно Всероссийской переписи, в 2002 году в селе проживало 139 человек (64 мужчины и 75 женщин). По данным на 2005 год в селе проживало 143 человек.
| 2002 | 2009 | 2010 |
| ---- | ---- | ---- |
| 139  | ↗163 | ↘146 |

## Расположение
Село Михайловское расположено примерно в 24 км к западу от центра города Подольска. Ближайшие населённые пункты — посёлок Михайловского лесничества и деревня Новомихайловское. В 1,5 км восточнее села проходит Московское малое кольцо.

## Территории,микрорайоныиулицы(поКЛАДР РФ)
Территории и микрорайоны, перечисленные ниже, на самом деле географически могут и не находиться внутри самого села, а бывают разбросаны вокруг него, на площади в несколько квадратных километров, в границах поселения Михайлово-Ярцевского. Тем не менее, по КЛАДР все они классифицируются, как улицы села Михайловское, а в названии содержат слово Территория или Микрорайон. Так как эти территории и микрорайоны возникали и благоустраивались под началом инициативных групп (правлений СНТ, правлений ДСК, дирекций КП и т.п.), то исторически сложилось, что в границах каждой из этих территорий обычно присутствует Территориальное общественное самоуправление:
- Курорт Михайловское Территория
- Графская Усадьба Микрорайон
- Пансионат Микрорайон
- Санаторная Улица

## Достопримечательности
Вблизи села, у деревни Новомихайловское, расположена усадьба «Михайловское», построенная в конце XVIII века генерал-аншефом М. Н. Кречетниковым. В бывшей колокольне усадьбы устроена часовня. Комплекс усадьбы «Михайловское» имеет статус объекта культурного наследия федерального значения.